# Ventral
Em anatomia, a região ventral é a face anterior ou inferior de uma estrutura anatômica. A maioria dos animais metazoários apresentam algum tipo de diferenciação entre duas faces do corpo e orientam a sua posição de acordo com essas duas partes: a parte dorsal e a parte ventral (de "ventre", que significa abdómen).
A parte dorsal está geralmente mais protegida que a ventral por um esqueleto interno ou externo, por isso é a parte que o animal expõe mais. Os animais terrestres apresentam geralmente a parte ventral para o solo, uma posição mais protegida.